# Sztárban sztár (ötödik évad)
A Sztárban sztár című zenés show-műsor ötödik évadja 2017. szeptember 10-én vette kezdetét a TV2-n.
A műsorvezető változatlanul Till Attila volt. Az ötödik évadban Bereczki Zoltán és Hajós András már nem voltak láthatóak a zsűriben. Helyüket Stohl András színész, műsorvezető és a Supernem együttes frontembere, Papp Szabolcs vették át. Előbbi színházi munkái miatt csak a szeptember 17-ei második adástól volt látható a képernyőn. Az évadban Liptai Claudia és Majka továbbra is zsűritagok voltak. Az ötödik széria énekeseinek névsorát augusztus 23-án egy sajtótájékoztató keretein belül jelentették be. A nézők ezúttal is a TV2 Live mobilapplikáción keresztül adhatták le voksaikat az előadókra.
Az évad tíz részes volt, vasárnaponként sugározta a TV2. A döntőre november 12-én került sor, ahol az ötödik széria győztese Horváth Tamás lett, így ő nyerte el „Magyarország legsokoldalúbb előadóművésze” címet 2017-ben. Az évad során összesen 98 produkciót és 106 átalakulást láthattak a nézők.

## Versenyzők
| - Berkes Olivér - Ekanem Bálint - Horváth Tamás - Király Viktor - Oláh Gergő - Pápai Joci | - Cserpes Laura - Csézy - Détár Enikő - Janicsák Veca - Kollányi Zsuzsi - Singh Viki |

## Összesített eredmények
| – Az előadó továbbjutott                          |
| – A két legkevesebb szavazattal rendelkező előadó |
| – Az előadó kiesett                               |

| #   | Előadó          | 1. adás (szeptember 10.) | 2. adás (szeptember 17.) | 3. adás (szeptember 24.) | 4. adás (október 1.) | 5. adás (október 8.) | 6. adás (október 15.) | 7. adás (október 22.) | 8. adás (október 29.) | 9. adás (november 5.) | 10. adás (november 12.) |
| --- | --------------- | ------------------------ | ------------------------ | ------------------------ | -------------------- | -------------------- | --------------------- | --------------------- | --------------------- | --------------------- | ----------------------- |
| 1.  | Horváth Tamás   | Nem volt kiesés          | Továbbjutott             | Továbbjutott             | Továbbjutott         | Továbbjutott         | Továbbjutott          | Továbbjutott          | Utolsó kettő          | Továbbjutott          | 1. helyezett a döntőben |
| 2.  | Király Viktor   | Nem volt kiesés          | Továbbjutott             | Továbbjutott             | Továbbjutott         | Továbbjutott         | Továbbjutott          | Továbbjutott          | Továbbjutott          | Továbbjutott          | 2. helyezett a döntőben |
| 3.  | Pápai Joci      | Nem volt kiesés          | Továbbjutott             | Továbbjutott             | Továbbjutott         | Továbbjutott         | Továbbjutott          | Továbbjutott          | Továbbjutott          | Továbbjutott          | 3. helyezett a döntőben |
| 4.  | Janicsák Veca   | Nem volt kiesés          | Továbbjutott             | Továbbjutott             | Továbbjutott         | Továbbjutott         | Továbbjutott          | Továbbjutott          | Továbbjutott          | Utolsó kettő          | 4. helyezett a döntőben |
| 5.  | Berkes Olivér   | Nem volt kiesés          | Továbbjutott             | Továbbjutott             | Utolsó kettő         | Továbbjutott         | Utolsó kettő          | Utolsó kettő          | Továbbjutott          | Utolsó kettő          | Kiesett a 9. adásban    |
| 6.  | Ekanem Bálint   | Nem volt kiesés          | Továbbjutott             | Továbbjutott             | Továbbjutott         | Továbbjutott         | Továbbjutott          | Továbbjutott          | Utolsó kettő          | Kiesett a 8. adásban  | Kiesett a 8. adásban    |
| 7.  | Oláh Gergő      | Nem volt kiesés          | Továbbjutott             | Továbbjutott             | Továbbjutott         | Utolsó kettő         | Továbbjutott          | Utolsó kettő          | Kiesett a 7. adásban  | Kiesett a 7. adásban  | Kiesett a 7. adásban    |
| 8.  | Kollányi Zsuzsi | Nem volt kiesés          | Továbbjutott             | Továbbjutott             | Továbbjutott         | Továbbjutott         | Utolsó kettő          | Kiesett a 6. adásban  | Kiesett a 6. adásban  | Kiesett a 6. adásban  | Kiesett a 6. adásban    |
| 9.  | Singh Viki      | Nem volt kiesés          | Továbbjutott             | Utolsó kettő             | Továbbjutott         | Utolsó kettő         | Kiesett az 5. adásban | Kiesett az 5. adásban | Kiesett az 5. adásban | Kiesett az 5. adásban | Kiesett az 5. adásban   |
| 10. | Cserpes Laura   | Nem volt kiesés          | Továbbjutott             | Továbbjutott             | Utolsó kettő         | Kiesett a 4. adásban | Kiesett a 4. adásban  | Kiesett a 4. adásban  | Kiesett a 4. adásban  | Kiesett a 4. adásban  | Kiesett a 4. adásban    |
| 11. | Csézy           | Nem volt kiesés          | Utolsó kettő             | Utolsó kettő             | Kiesett a 3. adásban | Kiesett a 3. adásban | Kiesett a 3. adásban  | Kiesett a 3. adásban  | Kiesett a 3. adásban  | Kiesett a 3. adásban  | Kiesett a 3. adásban    |
| 12. | Détár Enikő     | Nem volt kiesés          | Utolsó kettő             | Kiesett a 2. adásban     | Kiesett a 2. adásban | Kiesett a 2. adásban | Kiesett a 2. adásban  | Kiesett a 2. adásban  | Kiesett a 2. adásban  | Kiesett a 2. adásban  | Kiesett a 2. adásban    |

## Adások
Megjegyzés: A másodiktól a kilencedik adásig az adások végeredménye a zsűri és a nézők által leadott szavazatszámok összesítéséből alakult ki. Az alábbi táblázatok csak a zsűri stúdióban ismertetett pontjait tartalmazzák. Az első adásban és a döntőben csak a nézői szavazatok alakították ki a végeredményt.

### 1. adás (szeptember 10.)
Az első adásban nem volt kiesés és a zsűri nem pontozott, a műsor végén a nézők szavazatai alapján kialakult sorrendet hirdették ki. Továbbá Stohl András nem volt látható a zsűriben, mivel szeptember 10-én egy olyan színházi előadásban játszott, amit már hónapokkal ezelőtt meghirdettek.
- Közös produkció: Despacito (Luis Fonsi & Daddy Yankee feat. Justin Bieber)

| #  | Előadó          | Dal                                                      | Eredeti előadó                 | Nézői szavazás |
| -- | --------------- | -------------------------------------------------------- | ------------------------------ | -------------- |
| 1  | Détár Enikő     | I Was Made for Lovin’ You                                | Paul Stanley (Kiss)            | 11.            |
| 2  | Singh Viki      | Jódli-dili                                               | Szandi                         | 10.            |
| 3  | Berkes Olivér   | Back to Black                                            | Amy Winehouse                  | 8.             |
| 4  | Janicsák Veca   | Raggamoffin 2.                                           | L.L. Junior                    | 8.             |
| 5  | Kollányi Zsuzsi | Just Like Fire                                           | Pink                           | 7.             |
| 6  | Horváth Tamás   | Could You Be Loved                                       | Bob Marley (The Wailers)       | 3.             |
| 7  | Király Viktor   | Jajj, cica                                               | Rátonyi Róbert                 | 2.             |
| 8  | Oláh Gergő      | That’s What I Like / Locked Out of Heaven / Runaway Baby | Bruno Mars                     | 6.             |
| 9  | Csézy           | Dov’è l’amore                                            | Cher                           | 5.             |
| 10 | Ekanem Bálint   | Hazám, hazám                                             | Simándy József                 | 1.             |
| 11 | Cserpes Laura   | Blame It on the Boogie                                   | Michael Jackson (The Jacksons) | 12.            |
| 12 | Pápai Joci      | Nem várok holnapig                                       | Zalatnay Sarolta               | 3.             |

### 2. adás (szeptember 17.)
- Közös produkció: Shut Up and Dance (Walk the Moon)

| #  | Előadó          | Dal                     | Eredeti előadó                   | Pontozás     | Pontozás       | Pontozás      | Pontozás      | Pontozás | Eredmény     |
| #  | Előadó          | Dal                     | Eredeti előadó                   | Stohl András | Liptai Claudia | Majoros Péter | Papp Szabolcs | Összesen | Eredmény     |
| -- | --------------- | ----------------------- | -------------------------------- | ------------ | -------------- | ------------- | ------------- | -------- | ------------ |
| 1  | Kollányi Zsuzsi | Paint It Black          | Mick Jagger (The Rolling Stones) | 8            | 8              | 9             | 10            | 35       | Továbbjutott |
| 2  | Détár Enikő     | Elsöpri a szél          | Márió                            | 8            | 8              | 8             | 8             | 32       | Kiesett      |
| 3  | Singh Viki      | Super Bass / Turn Me On | Nicki Minaj                      | 9            | 9              | 9             | 8             | 35       | Továbbjutott |
| 4  | Király Viktor   | Az légy, aki vagy       | Charlie                          | 10           | 10             | 10            | 10            | 40       | Továbbjutott |
| 5  | Cserpes Laura   | A Spoonful of Sugar     | Julie Andrews                    | 7            | 8              | 7             | 7             | 29       | Továbbjutott |
| 6  | Berkes Olivér   | Temperature / Breakout  | Sean Paul                        | 8            | 10             | 8             | 8             | 34       | Továbbjutott |
| 7  | Oláh Gergő      | I Say a Little Prayer   | Aretha Franklin                  | 10           | 10             | 9             | 9             | 38       | Továbbjutott |
| 8  | Horváth Tamás   | Poker Face              | Lady Gaga                        | 8            | 8              | 8             | 7             | 31       | Továbbjutott |
| 9  | Janicsák Veca   | Keresem az utam         | Ákos                             | 7            | 9              | 8             | 10            | 34       | Továbbjutott |
| 10 | Pápai Joci      | I Got You (I Feel Good) | James Brown                      | 9            | 8              | 10            | 8             | 35       | Továbbjutott |
| 11 | Csézy           | The Final Countdown     | Joey Tempest (Europe)            | 8            | 8              | 7             | 7             | 30       | Párbajozott  |
| 12 | Ekanem Bálint   | Lazítani                | Hofi Géza                        | 8            | 8              | 9             | 8             | 33       | Továbbjutott |

### 3. adás (szeptember 24.)
- Közös produkció: Blow Your Mind (Mwah) (Dua Lipa)

| #  | Előadó          | Dal                        | Eredeti előadó                   | Pontozás     | Pontozás       | Pontozás      | Pontozás      | Pontozás | Eredmény     |
| #  | Előadó          | Dal                        | Eredeti előadó                   | Stohl András | Liptai Claudia | Majoros Péter | Papp Szabolcs | Összesen | Eredmény     |
| -- | --------------- | -------------------------- | -------------------------------- | ------------ | -------------- | ------------- | ------------- | -------- | ------------ |
| 1  | Janicsák Veca   | Ain’t No Other Man         | Christina Aguilera               | 9            | 9              | 10            | 9             | 37       | Továbbjutott |
| 2  | Horváth Tamás   | Numb                       | Chester Bennington (Linkin Park) | 10           | 10             | 9             | 9             | 38       | Továbbjutott |
| 3  | Oláh Gergő      | Bocsássa meg nekem a világ | Kadlott Karcsi                   | 9            | 10             | 9             | 10            | 38       | Továbbjutott |
| 4  | Cserpes Laura   | Nem baj                    | Mohamed Fatima                   | 9            | 9              | 10            | 10            | 38       | Továbbjutott |
| 5  | Kollányi Zsuzsi | Sorry                      | Justin Bieber                    | 9            | 10             | 10            | 10            | 39       | Továbbjutott |
| 6  | Ekanem Bálint   | Moving on Up               | Heather Small (M People)         | 9            | 8              | 8             | 8             | 33       | Továbbjutott |
| 7  | Csézy           | It’s Now or Never          | Elvis Presley                    | 8            | 9              | 8             | 8             | 33       | Kiesett      |
| 8  | Pápai Joci      | The Loco-Motion            | Kylie Minogue                    | 9            | 10             | 9             | 10            | 38       | Továbbjutott |
| 9  | Singh Viki      | Ne nézz vissza rám         | Emilio                           | 10           | 10             | 10            | 9             | 39       | Párbajozott  |
| 10 | Király Viktor   | Ice Ice Baby               | Vanilla Ice                      | 9            | 9              | 9             | 9             | 36       | Továbbjutott |
| 11 | Berkes Olivér   | Origo                      | Pápai Joci                       | 10           | 10             | 10            | 10            | 40       | Továbbjutott |

### 4. adás (október 1.)
- Közös produkció: Treat You Better (Shawn Mendes)

| #  | Előadó          | Dal                                                                           | Eredeti előadó                            | Pontozás     | Pontozás       | Pontozás      | Pontozás      | Pontozás | Eredmény     |
| #  | Előadó          | Dal                                                                           | Eredeti előadó                            | Stohl András | Liptai Claudia | Majoros Péter | Papp Szabolcs | Összesen | Eredmény     |
| -- | --------------- | ----------------------------------------------------------------------------- | ----------------------------------------- | ------------ | -------------- | ------------- | ------------- | -------- | ------------ |
| 1  | Oláh Gergő      | Táncoló fekete lakkcipők                                                      | Komár László                              | 10           | 10             | 9             | 9             | 38       | Továbbjutott |
| 2  | Kollányi Zsuzsi | …Baby One More Time / (You Drive Me) Crazy / I Love Rock ’N’ Roll / Womanizer | Britney Spears                            | 8            | 9              | 8             | 9             | 34       | Továbbjutott |
| 3  | Ekanem Bálint   | Georgia on My Mind / I Got a Woman                                            | Ray Charles                               | 10           | 10             | 10            | 10            | 40       | Továbbjutott |
| 4  | Berkes Olivér   | I Wanna Be Loved by You / Diamonds Are a Girl’s Best Friend                   | Marilyn Monroe                            | 7            | 9              | 8             | 8             | 32       | Párbajozott  |
| 5  | Cserpes Laura   | Holiday Rap                                                                   | Geszti Péter (Rapülők)                    | 9            | 9              | 9             | 10            | 37       | Kiesett      |
| 6  | Horváth Tamás   | Bohemian Rhapsody                                                             | Freddie Mercury (Queen)                   | 7            | 9              | 9             | 7             | 32       | Továbbjutott |
| 7  | Janicsák Veca   | Spectrum                                                                      | Florence Welch (Florence and the Machine) | 10           | 10             | 9             | 10            | 39       | Továbbjutott |
| 8  | Pápai Joci      | Let’s Dance                                                                   | David Bowie                               | 9            | 10             | 9             | 9             | 37       | Továbbjutott |
| 9  | Singh Viki      | Boombastic / Angel / Hey Sexy Lady                                            | Shaggy                                    | 10           | 10             | 9             | 10            | 39       | Továbbjutott |
| 10 | Király Viktor   | Purple Rain / Cream / Kiss                                                    | Prince (The Revolution)                   | 10           | 10             | 10            | 10            | 40       | Továbbjutott |

### 5. adás (október 8.)
- Közös produkció: Cheating (John Newman)

| # | Előadó          | Dal                           | Eredeti előadó       | Pontozás     | Pontozás       | Pontozás      | Pontozás      | Pontozás | Eredmény     |
| # | Előadó          | Dal                           | Eredeti előadó       | Stohl András | Liptai Claudia | Majoros Péter | Papp Szabolcs | Összesen | Eredmény     |
| - | --------------- | ----------------------------- | -------------------- | ------------ | -------------- | ------------- | ------------- | -------- | ------------ |
| 1 | Singh Viki      | Bang Bang                     | Jessie J             | 8            | 8              | 8             | 8             | 32       | Kiesett      |
| 2 | Horváth Tamás   | Utánam a vízözön              | Poór Péter           | 8            | 9              | 9             | 8             | 34       | Továbbjutott |
| 3 | Berkes Olivér   | Shape of You / Sing           | Ed Sheeran           | 9            | 10             | 8             | 9             | 36       | Továbbjutott |
| 4 | Király Viktor   | Human                         | Rag’n’Bone Man       | 10           | 10             | 10            | 10            | 40       | Továbbjutott |
| 5 | Ekanem Bálint   | Hey Ya!                       | André 3000 (OutKast) | 10           | 10             | 10            | 10            | 40       | Továbbjutott |
| 6 | Janicsák Veca   | La Vie en rose                | Édith Piaf           | 10           | 10             | 10            | 10            | 40       | Továbbjutott |
| 7 | Oláh Gergő      | My Love                       | Justin Timberlake    | 9            | 9              | 7             | 7             | 32       | Párbajozott  |
| 8 | Kollányi Zsuzsi | What’s Love Got to Do with It | Tina Turner          | 10           | 10             | 10            | 10            | 40       | Továbbjutott |
| 9 | Pápai Joci      | Homok a szélben               | Balázs Fecó (Korál)  | 8            | 9              | 10            | 9             | 36       | Továbbjutott |

### 6. adás (október 15.)
- Közös produkció: Pompeii (Bastille)

| # | Előadó          | Dal                                       | Eredeti előadó        | Pontozás     | Pontozás       | Pontozás      | Pontozás      | Pontozás | Eredmény     |
| # | Előadó          | Dal                                       | Eredeti előadó        | Stohl András | Liptai Claudia | Majoros Péter | Papp Szabolcs | Összesen | Eredmény     |
| - | --------------- | ----------------------------------------- | --------------------- | ------------ | -------------- | ------------- | ------------- | -------- | ------------ |
| 1 | Oláh Gergő      | Rebel Yell                                | Billy Idol            | 9            | 9              | 10            | 10            | 38       | Továbbjutott |
| 2 | Janicsák Veca   | Pá, kis aranyom                           | Galambos Erzsi        | 9            | 8              | 9             | 9             | 35       | Továbbjutott |
| 3 | Horváth Tamás   | Boro Boro                                 | Arash                 | 8            | 9              | 9             | 8             | 34       | Továbbjutott |
| 4 | Berkes Olivér   | Vízió                                     | Caramel               | 10           | 10             | 9             | 9             | 38       | Párbajozott  |
| 5 | Király Viktor   | True Colors / Girls Just Want to Have Fun | Cyndi Lauper          | 8            | 9              | 9             | 8             | 34       | Továbbjutott |
| 6 | Kollányi Zsuzsi | Nincs nő, nincs sírás                     | Sub Bass Monster      | 8            | 8              | 9             | 8             | 33       | Kiesett      |
| 7 | Pápai Joci      | Ballag a katona                           | Szikora Róbert (R-GO) | 8            | 8              | 9             | 8             | 33       | Továbbjutott |
| 8 | Ekanem Bálint   | Can You Feel the Love Tonight             | Elton John            | 10           | 10             | 10            | 10            | 40       | Továbbjutott |

### 7. adás (október 22.)
A hetedik adásban a versenyzők egy szólóprodukcióval és egy versenytársaikkal közös produkcióval léptek színpadra. A közös produkciók során kapott pontszámot az előadók egyenként is megkapták.
- Közös produkció: Lush Life (Zara Larsson)

| #                | Előadó                                               | Dal                                                                   | Eredeti előadó                                        | Pontozás     | Pontozás       | Pontozás      | Pontozás      | Pontozás | Eredmény     |
| #                | Előadó                                               | Dal                                                                   | Eredeti előadó                                        | Stohl András | Liptai Claudia | Majoros Péter | Papp Szabolcs | Összesen | Eredmény     |
| ---------------- | ---------------------------------------------------- | --------------------------------------------------------------------- | ----------------------------------------------------- | ------------ | -------------- | ------------- | ------------- | -------- | ------------ |
| 1                | Berkes Olivér                                        | In the Shadows                                                        | Lauri Ylönen (The Rasmus)                             | 8            | 9              | 8             | 8             | 33       | Párbajozott  |
| 2                | Ekanem Bálint                                        | Informer                                                              | Snow                                                  | 9            | 9              | 8             | 9             | 35       | Továbbjutott |
| 3                | Oláh Gergő                                           | Rozsdás szög                                                          | Presser Gábor                                         | 8            | 9              | 9             | 10            | 36       | Kiesett      |
| 4                | Horváth Tamás                                        | Tündi Bündi                                                           | Majka                                                 | 9            | 10             | 10            | 9             | 38       | Továbbjutott |
| 5                | Pápai Joci                                           | I Will Survive                                                        | Gloria Gaynor                                         | 10           | 10             | 10            | 9             | 39       | Továbbjutott |
| 6                | Janicsák Veca                                        | Girlfriend                                                            | Avril Lavigne                                         | 9            | 9              | 10            | 10            | 38       | Továbbjutott |
| 7                | Király Viktor                                        | Against All Odds (Take a Look at Me Now) / I Can’t Dance / Two Hearts | Phil Collins (Genesis)                                | 10           | 10             | 10            | 10            | 40       | Továbbjutott |
| Közös produkciók |                                                      |                                                                       |                                                       |              |                |               |               |          |              |
| 8                | Ekanem Bálint Janicsák Veca Király Viktor Oláh Gergő | All Rise                                                              | Simon Webbe Antony Costa (Blue) Lee Ryan Duncan James | 10           | 10             | 10            | 10            | 40       |              |
| 9                | Berkes Olivér Horváth Tamás Pápai Joci               | Szeresd a testem                                                      | Baby Klári Baby Gabi (Baby Sisters) Baby Évi          | 10           | 10             | 10            | 10            | 40       |              |

### 8. adás (október 29.)
A nyolcadik adásban a versenyzők egy szólóprodukcióval és egy duettprodukcióval léptek színpadra. A duettek során kapott pontszámot az előadók egyenként is megkapták.
- Közös produkció: Partykarantén (A mi dalunk) (Majka)

| #                | Előadó                      | Dal                                                       | Eredeti előadó                 | Pontozás     | Pontozás       | Pontozás      | Pontozás      | Pontozás | Eredmény     |
| #                | Előadó                      | Dal                                                       | Eredeti előadó                 | Stohl András | Liptai Claudia | Majoros Péter | Papp Szabolcs | Összesen | Eredmény     |
| ---------------- | --------------------------- | --------------------------------------------------------- | ------------------------------ | ------------ | -------------- | ------------- | ------------- | -------- | ------------ |
| 1                | Janicsák Veca               | These Boots Are Made for Walkin’                          | Nancy Sinatra                  | 10           | 10             | 9             | 10            | 39       | Továbbjutott |
| 2                | Berkes Olivér               | Get Lucky / Come Get It Bae / Happy                       | Pharrell Williams              | 9            | 10             | 9             | 9             | 37       | Továbbjutott |
| 3                | Horváth Tamás               | Piros bicikli / Utcára nyílik a kocsmaajtó / Pille, pille | Csocsesz                       | 9            | 9              | 9             | 8             | 35       | Párbajozott  |
| 4                | Ekanem Bálint               | It’s Not Unusual                                          | Tom Jones                      | 8            | 9              | 10            | 9             | 36       | Kiesett      |
| 5                | Király Viktor               | American Woman / Are You Gonna Go My Way                  | Lenny Kravitz                  | 10           | 10             | 10            | 10            | 40       | Továbbjutott |
| 6                | Pápai Joci                  | Bubamara                                                  | Boban Marković                 | 10           | 9              | 8             | 9             | 36       | Továbbjutott |
| Duett produkciók |                             |                                                           |                                |              |                |               |               |          |              |
| 7                | Berkes Olivér Ekanem Bálint | Odaút                                                     | Fluor (Wellhello) Diaz         | 10           | 10             | 10            | 10            | 40       |              |
| 8                | Janicsák Veca Király Viktor | If I Told You That                                        | Whitney Houston George Michael | 9            | 9              | 9             | 8             | 35       |              |
| 9                | Horváth Tamás Pápai Joci    | Grease (Nekem férfi kell)                                 | Kiki Zoltán Erika              | 10           | 10             | 10            | 10            | 40       |              |

### 9. adás – elődöntő (november 5.)
A kilencedik adásban a versenyzők két szólóprodukcióval léptek színpadra. Az egyik szólóprodukciót a producerek és a szerkesztők választották a műsor eredeti szabályai szerint, a másik megformálandó előadót a versenyzők maguk választhatták ki három énekes közül.
- Közös produkció: Kung Fu Fighting (Cee Lo Green, Jack Black)

| ✔ | – A versenyző által választott előadó |

| #  | Előadó        | Dal                                             | Eredeti előadó                         | Pontozás     | Pontozás       | Pontozás      | Pontozás      | Pontozás | Eredmény     |
| #  | Előadó        | Dal                                             | Eredeti előadó                         | Stohl András | Liptai Claudia | Majoros Péter | Papp Szabolcs | Összesen | Eredmény     |
| -- | ------------- | ----------------------------------------------- | -------------------------------------- | ------------ | -------------- | ------------- | ------------- | -------- | ------------ |
| 1  | Berkes Olivér | #Lávkóma                                        | Kis Grófo (✔)                          | 8            | 9              | 7             | 8             | 32       | Kiesett      |
| 6  | Berkes Olivér | Baby, I Love Your Way                           | Joaquin Quino McWhinney (Big Mountain) | 10           | 10             | 9             | 10            | 39       | Kiesett      |
| 2  | Janicsák Veca | Még nem veszíthetek                             | Zámbó Jimmy (✔)                        | 9            | 9              | 9             | 10            | 37       | Párbajozott  |
| 9  | Janicsák Veca | Get Ur Freak On                                 | Missy Elliott                          | 10           | 10             | 10            | 10            | 40       | Párbajozott  |
| 3  | Horváth Tamás | Too Close                                       | Alex Clare (✔)                         | 9            | 10             | 9             | 10            | 38       | Továbbjutott |
| 7  | Horváth Tamás | Sexy and I Know It                              | Redfoo (LMFAO)                         | 10           | 10             | 10            | 10            | 40       | Továbbjutott |
| 4  | Pápai Joci    | Do You Really Want to Hurt Me / Karma Chameleon | Boy George (Culture Club)              | 9            | 9              | 9             | 9             | 36       | Továbbjutott |
| 8  | Pápai Joci    | Lambada                                         | Loalwa Braz (Kaoma) (✔)                | 10           | 10             | 10            | 10            | 40       | Továbbjutott |
| 5  | Király Viktor | Okosabban kéne élni                             | Meződi József (Apostol együttes)       | 9            | 9              | 9             | 9             | 36       | Továbbjutott |
| 10 | Király Viktor | Hello                                           | Lionel Richie (✔)                      | 10           | 9              | 10            | 9             | 38       | Továbbjutott |

### 10. adás – döntő (november 12.)
A döntőben a versenyzők egy szólóprodukcióval és egy vendégelőadóval alkotott duettel léptek színpadra.
- Közös produkció: Chained to the Rhythm (Katy Perry)

| # | Előadó        | Dal                                                             | Eredeti előadó                    | Eredmény     |
| - | ------------- | --------------------------------------------------------------- | --------------------------------- | ------------ |
| 1 | Király Viktor | Unchain My Heart                                                | Joe Cocker                        | 2. helyezett |
| 8 | Király Viktor | Álomarcú lány (duett Karácsony Jánossal)                        | Somló Tamás (LGT)                 | 2. helyezett |
| 2 | Janicsák Veca | Én leszek (duett Nyári Károllyal)                               | Cserháti Zsuzsa                   | 4. helyezett |
| 5 | Janicsák Veca | Beggin’ / Don’t Worry                                           | Tshawe Baqwa (Madcon)             | 4. helyezett |
| 3 | Pápai Joci    | Crying at the Discoteque                                        | Andreas Lundstedt (Alcazar)       | 3. helyezett |
| 6 | Pápai Joci    | Júlia nem akar a földön járni (duett Kikivel)                   | Vincze Lilla (Napoleon Boulevard) | 3. helyezett |
| 4 | Horváth Tamás | Lehetsz király (duett Veréb Tamással és Kerényi Miklós Mátéval) | Szabó Dávid                       | 1. helyezett |
| 7 | Horváth Tamás | They Don’t Care About Us                                        | Michael Jackson                   | 1. helyezett |

- Extra produkciók:

| Előadók                                                | Dal             | Eredeti előalók                                                |
| ------------------------------------------------------ | --------------- | -------------------------------------------------------------- |
| Cserpes Laura Csézy Détár Enikő Singh Viki             | Free Your Mind  | Maxine Jones Dawn Robinson (En Vogue) Terry Ellis Cindy Herron |
| Berkes Olivér Ekanem Bálint Kollányi Zsuzsi Oláh Gergő | Relight My Fire | Jason Orange Gary Barlow (Take That) Mark Owen Howard Donald   |

A nézői szavazatok alapján az ötödik évadot Horváth Tamás nyerte, így övé lett a 2017-es „Magyarország legsokoldalúbb előadóművésze” cím. Az egymillió forintos nyereményösszeget a Heim Pál Gyermekkórház Fejlesztéséért Alapítvány javára ajánlotta fel.

## Nézettség
A +4-es adatok a teljes lakosságra, a 18–59-es adatok a célközönségre vonatkoznak. A táblázat csak a TV2 által főműsoridőben sugárzott adások adatait mutatja.
| Epizód   | Vetítés              | Teljes lakosság (+4) | Teljes lakosság (+4) | Teljes lakosság (+4) | Célközönség (18–59) | Célközönség (18–59) | Célközönség (18–59) | Forrás |
| Epizód   | Vetítés              | AMR (fő)             | SHR (%)              | Heti helyezés        | AMR (fő)            | SHR (%)             | Heti helyezés       | Forrás |
| -------- | -------------------- | -------------------- | -------------------- | -------------------- | ------------------- | ------------------- | ------------------- | ------ |
| 1. adás  | 2017. szeptember 10. | 1 020 195            | 25,7                 | 2.                   | 497 634             | 24,1                | 2.                  | [ 10 ] |
| 2. adás  | 2017. szeptember 17. | 1 219 307            | 27,6                 | 1.                   | 592 289             | 25,3                | 2.                  | [ 11 ] |
| 3. adás  | 2017. szeptember 24. | 1 301 250            | 29,4                 | 2.                   | 667 828             | 28,6                | 2.                  | [ 12 ] |
| 4. adás  | 2017. október 1.     | 985 844              | 22,4                 | 2.                   | 459 366             | 19,8                | 2.                  | [ 13 ] |
| 5. adás  | 2017. október 8.     | 1 029 625            | 23,1                 | 1.                   | 491 298             | 20,7                | 1.                  | [ 14 ] |
| 6. adás  | 2017. október 15.    | 1 156 156            | 26,1                 | 1.                   | 560 763             | 24,2                | 1.                  | [ 15 ] |
| 7. adás  | 2017. október 22.    | 1 079 700            | 24,8                 | 1.                   | 496 934             | 21,9                | 1.                  | [ 16 ] |
| 8. adás  | 2017. október 29.    | 1 101 399            | 24,4                 | 1.                   | 509 076             | 21,3                | 2.                  | [ 17 ] |
| 9. adás  | 2017. november 5.    | 1 298 492            | 28,1                 | 1.                   | 642 283             | 26,0                | 1.                  | [ 18 ] |
| 10. adás | 2017. november 12.   | 1 403 523            | 30,4                 | 1.                   | 673 971             | 27,3                | 1.                  | [ 19 ] |